# Cassandra (Schiff, 1906)
Die Cassandra war ein 1906 in Dienst gestelltes Passagierschiff der britischen Reederei Donaldson Line, das im Passagier- und Postverkehr zwischen Großbritannien und Kanada eingesetzt wurde. Sie war das erste Schiff der Reederei, das von Anfang an für die Beförderung von Passagieren konzipiert war. Bis dahin hatte die Donaldson Line ausschließlich Fracht befördert.

## Das Schiff
Das 7396 BRT große Dampfschiff Cassandra wurde auf der Werft Scotts Shipbuilding and Engineering Company im schottischen Greenock gebaut. Der kombinierte Passagier- und Frachtdampfer war 138,69 Meter lang und 16,15 Meter breit. Die Cassandra hatte einen Schornstein, zwei Masten und zwei Propeller und wurde von sechszylindrigen Dreifachexpansions-Dampfmaschinen angetrieben, die eine Geschwindigkeit von 14 Knoten ermöglichten. Das Schiff war für die Beförderung von 250 Passagieren in der Zweiten Klasse und 950 in der Dritten Klasse ausgelegt. Die Cassandra war das erste Schiff der bis dahin nur Frachtgut transportierenden Donaldson Line, das mit Passagierunterkünften ausgestattet war. Dies war ein Novum für die Reederei, das jedoch bald zum Standard wurde. Die Baukosten des Schiffs beliefen sich auf 107.000 Pfund Sterling (nach damaligem Geldwert).
Das in Glasgow registrierte Schiff lief am 27. Juni 1906 vom Stapel, wurde am 31. August 1906 an die Donaldson Line übergeben und lief am 22. September 1906 von Glasgow zu seiner Jungfernfahrt nach Quebec und Montreal aus. Um das Jahr 1908 herum erhöhte sich die Tonnage des Schiffs auf 8135 BRT.
Am Dienstag, dem 9. April 1912 gab die Cassandra, die sich auf dem Weg von Saint John (New Brunswick) nach Glasgow befand, per Funk eine Eiswarnung für die Koordinaten 43.38 N 49.16 W 39.26 N 39.36 W durch. Diese wurde an die Caledonia der britischen Anchor Line und den HAPAG-Dampfer Bulgaria weitergeleitet. Ob die Warnung in den folgenden Tagen die Titanic erreichte, ist nicht bekannt.
Im Juni 1914 nahm die Cassandra etwa 700 Passagiere des bei Tory Island havarierten Ozeandampfers California auf und brachte sie an Land. Während des Ersten Weltkriegs diente die Cassandra wie viele andere britische Passagierschiffe vorübergehend als Truppentransporter. In dieser Funktion nahm sie unter anderem 1915 an Schlacht von Gallipoli teil.
Ihre letzte reguläre Transatlantikfahrt trat die Cassandra am 20. November 1924 an. Im darauffolgenden Jahr wurde sie in Carmia umbenannt und diente fortan nur noch als reines Frachtschiff. Im Dezember 1929 wurde das Schiff an den Hamburger Reeder Arnold Bernstein verkauft, der es unter dem Namen Drachenstein betrieb. 1934 wurde das Schiff endgültig ausgemustert und in Kiel verschrottet.